# 植村政勝
植村 政勝（うえむら まさかつ、元禄8年（1695年） - 安永6年1月8日（1777年2月15日））は、江戸時代の隠密・本草学者。号は新甫。通称は佐平次。
紀伊藩領である伊勢国大津杉村（現在の三重県松阪市）の郷士植村政恭の子。宝永7年（1710年）に紀伊藩主徳川吉宗に召されて御庭方となり、吉宗が将軍に任ぜられるとこれに従って江戸城に入り、江戸幕府御庭番となった。享保5年（1720年）に幕府駒場薬園の園監に任ぜられ、採薬使を兼ねる。以後、宝暦4年（1754年）に職を退くまで30年以上にわたって諸国の草木の実地踏査を行い、各地で未知の動植物を発見して『諸州採薬記』に記録として残し、退任翌年の宝暦5年（1755年）に幕府に献上された。ただし、これは長年公刊されることはなかった。これは、政勝が実際には隠密としての諸国探訪であったからだと言われている。江戸で没して、郊外の森巌寺（東京都世田谷区代沢）に葬られた。法号は明浄院殿曜誉観山新甫居士。